# فینال جام در جام اروپا ۱۹۸۸

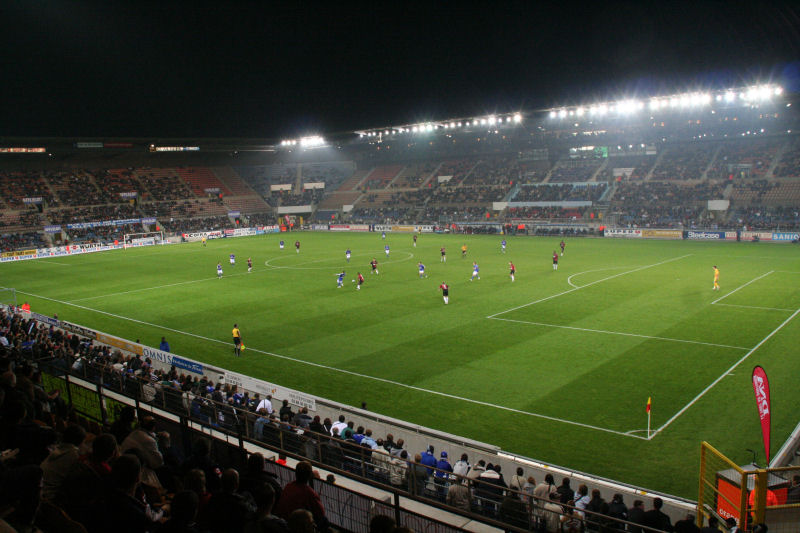
نمایی از ورزشگاه ده لا مینو، محل برگزاری بازی فینال ۱۹۸۸

فینال جام در جام اروپا ۱۹۸۸، رقابت پایانی جام در جام اروپا در سال ۱۹۸۸ میلادی است که مابین دو تیم باشگاه فوتبال مشلان و باشگاه فوتبال آژاکس برگزار شده‌است.
این مسابقه که در تاریخ ۱۱ مه ۱۹۸۸ انجام شده‌است با نتیجه ۱ بر ۰ به سود تیم باشگاه فوتبال مشلان به پایان رسید.